# Frontière entre le Liechtenstein et la Suisse
La frontière entre le Liechtenstein et la Suisse est la frontière séparant deux États alpins enclavés au cœur de l'Union européenne. La délimitation entre les deux pays est ancienne, puisqu'elle remonte à 1719, date à laquelle les comtés de Vaduz et de Schellenberg furent réunis. La frontière devint internationale en 1806 quand la principauté devint un État souverain.

## Description
Cette ligne de démarcation s’étend entre toute la partie occidentale du Liechtenstein et le canton de Saint-Gall. Elle débute à l’est, à la jonction avec la frontière entre l'Autriche et le Liechtenstein, dans le massif montagneux du Rätikon, puis prend une direction Est-Ouest, passant par le point culminant du Liechtenstein, le Grauspitz, pour ensuite rejoindre la vallée du Rhin, suivant le cours de ce fleuve qui coule dans une direction Sud-Nord jusqu’à l’autre tripoint Autriche–Liechtenstein-Suisse.

## Contrôle aux frontières
Le Liechtenstein ayant intégré l’espace douanier de la Suisse en 1923, le contrôle des frontières est assuré par les gardes-frontières suisses qui ont en charge la surveillance de la frontière entre l'Autriche et le Liechtenstein. Il n'y a donc pas de contrôle entre la Suisse et le Liechtenstein.

## Histoire

### Incidents de l'armée suisse
- Le 14 octobre 1968[4], cinq obus d'artillerie suisses ont accidentellement touché Malbun qui est la seule station de ski du Liechtenstein. Les seuls dommages enregistrés étaient quelques chaises appartenant à un restaurant en plein air[5].

- Le 26 août 1976, juste avant minuit, 75 membres de la milice suisse et plusieurs chevaux de bât ont pris par erreur un mauvais virage et se sont retrouvés à 500 mètres au Liechtenstein dans le district d'Iradug , à Balzers. Les Liechtensteinois leur auraient offert des boissons[5].

- Le 5 décembre 1985, lors d'un exercice d'artillerie de l'Armée suisse, des obus éclairants provoquèrent accidentellement un incendie dans une forêt à proximité de la forteresse de Saint-Luzisteig (de). Un foehn violent attisa les flammes qui atteignirent rapidement une forêt sur le territoire des Grisons en Suisse appartenant à la commune liechtensteinoise de Balzers[6]. L'incendie, maîtrisé le lendemain, brûla environ 120 hectares de forêt en Suisse et la Confédération dédommagea Balzers comme n'importe quel propriétaire.

- Le 13 octobre 1992, à la suite d'ordres écrits, les recrues de l'armée suisse traversèrent sans le savoir la frontière et se rendirent à Triesenberg pour y installer un poste d'observation. Les commandants suisses avaient négligé le fait que Triesenberg n'était pas sur le territoire suisse. La Suisse a présenté ses excuses au Liechtenstein pour l'incident[7].

- En mars 2007, alors qu'il effectuait une marche de nuit par mauvais temps à proximité de Fläsch dans les Grisons, un groupe de 170 recrues de l'Armée suisse pénétra dans le territoire du Liechtenstein[8]. La troupe n'ayant pas été remarquée, c'est la Confédération qui en informa la Principauté. L'incident n'eut pas de conséquence diplomatique. Un Liechtensteinois en dira « Ce n'est pas comme s'ils nous avaient envahi avec des hélicoptères d'attaques. Il n'y a pas de problèmes ces choses arrivent »[9],[10].

## Sommets frontaliers
- Mittlerspitz, 1 899 m, Maienfeld (Grisons) - Triesen et Balzers
- Rotspitz, 2 127 m, Maienfeld (Grisons) - Triesen
- Mazorakopf (de)/Falknishorn, 2 451,5 m, Fläsch et Maienfeld (Grisons) - Triesen
- Grauspitz, 2 599 m, Fläsch (Grisons) - Triesen
- Naafkopf, 2 570 m, Tripoint international, Maienfeld (Grisons) CH - Schaan FL - Nenzing (Voralberg) A

## Passages

### Municipalités frontalières et points de passage routiers
| Suisse     | Suisse        | Suisse       |                    | Liechtenstein   | Liechtenstein | Liechtenstein              |  |       |
| Canton     | Commune       | Frontière    |                    | Frontière       | Commune       | Circonscription électorale |  | Image |
| ---------- | ------------- | ------------ | ------------------ | --------------- | ------------- | -------------------------- |  | ----- |
| Autriche   |               |              |                    |                 |               |                            |  |       |
| Saint-Gall | Altstätten    |              | R h i n            |                 | Ruggell       | Unterland                  |  |       |
| Saint-Gall | Sennwald      | Hofstrasse   | R h i n            | Rheinstrasse    | Ruggell       | Unterland                  |  |       |
| Saint-Gall | Sennwald      | Rheinstrasse | R h i n            | Eschner strasse | Gamprin       | Unterland                  |  |       |
| Saint-Gall | Sennwald      | Eschen       | R h i n            |                 |               | Unterland                  |  |       |
| Saint-Gall | Buchs         |              | R h i n            |                 |               | Unterland                  |  |       |
| Saint-Gall | Rheinstrasse  | Zollstrasse  | R h i n            | Schaan          | Oberland      |                            |  |       |
| Saint-Gall |               | Vaduz        | R h i n            |                 | Oberland      |                            |  |       |
| Saint-Gall | Sevelen       | Rheinstrasse | R h i n            | Zollstrasse     | Oberland      |                            |  |       |
| Saint-Gall | Sevelen       | Triesen      | R h i n            |                 | Oberland      |                            |  |       |
| Saint-Gall | Wartau        |              | R h i n            |                 | Oberland      |                            |  |       |
| Saint-Gall | Staatsstrasse | Gagoz        | R h i n            | Balzers         | Oberland      |                            |  |       |
| Saint-Gall | Sargans       |              | R h i n            | Balzers         | Oberland      |                            |  |       |
| Saint-Gall | A l p e s     |              |                    | Balzers         | Oberland      |                            |  |       |
| Grisons    | Fläsch        | Steigstrasse | Neue Churerstrasse | Balzers         | Oberland      |                            |  |       |
| Grisons    | Maienfeld     |              |                    | Balzers         | Oberland      |                            |  |       |
| Grisons    |               | Triesen      |                    |                 | Oberland      |                            |  |       |
| Grisons    | Fläsch        |              |                    |                 | Oberland      |                            |  |       |
| Grisons    | Maienfeld     |              |                    |                 | Oberland      |                            |  |       |
| Grisons    |               | Schaan       |                    |                 | Oberland      |                            |  |       |
| Autriche   |               |              |                    |                 |               |                            |  |       |

### Point de passage ferroviaire
| Image | Lieu       | Ligne de chemin de fer en Suisse | Localité de Suisse | Canton suisse | Ligne de chemin de fer au Liechtenstein | Localité du Liechtenstein | Remarques |
| ----- | ---------- | -------------------------------- | ------------------ | ------------- | --------------------------------------- | ------------------------- | --------- |
|       | Rhin alpin | Ligne de Feldkirch à Buchs       | Buchs              | Saint-Gall    | Ligne de Feldkirch à Buchs              | Schaan                    |           |

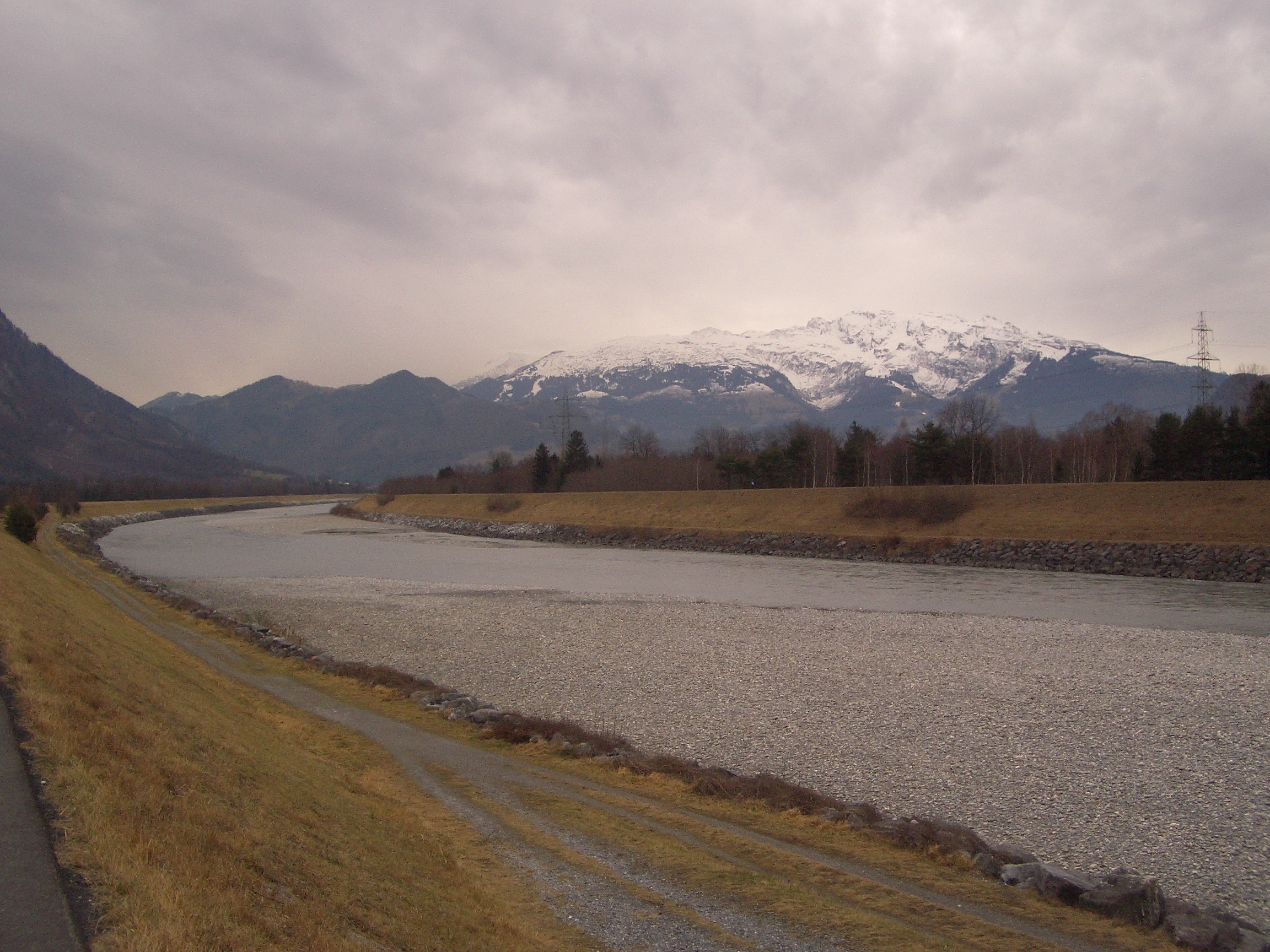
Le Rhin délimite la plus grande partie de la frontière.
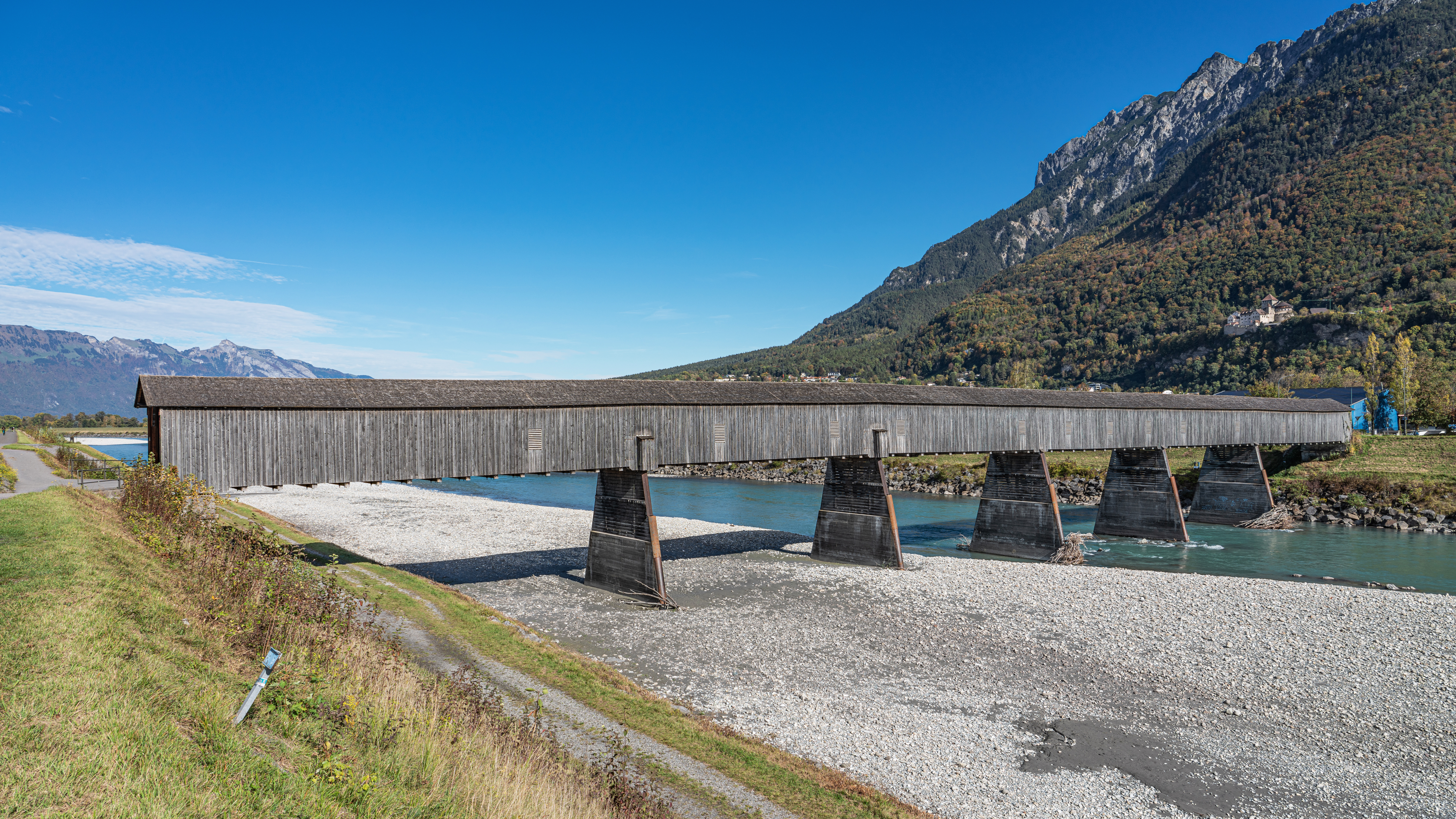
Alte Rheinbrücke, pont sur le Rhin entre Sevelen et Vaduz.
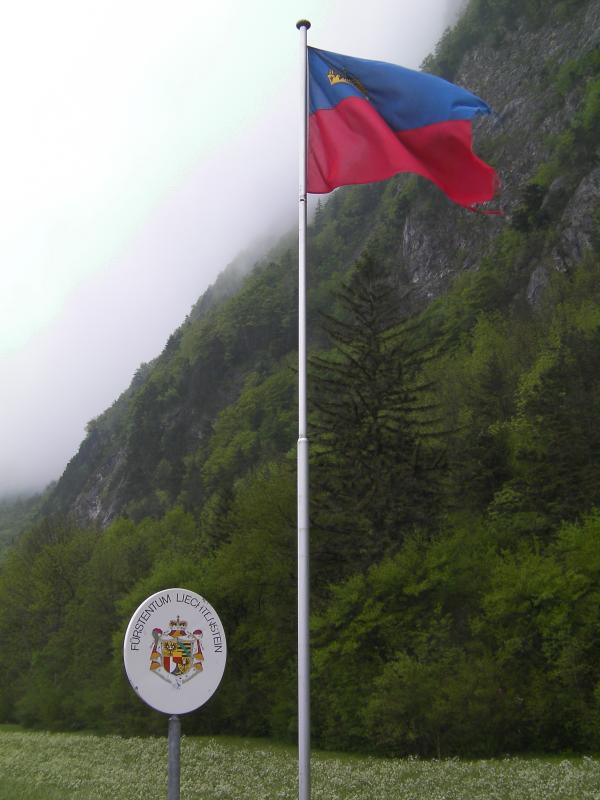
Entrée au Liechtenstein depuis la Suisse par la route du col de Saint-Luzisteig.